# Tridactylina
Tridactylina, monotipski rod glavočika smješten u tribus Anthemideae. Jedina je vrsta zeljasta biljka T. kirilowii, ruski endem iz Burjatije i Irkutske oblasti. Listovi su naizmjenični, cvjetovi žuti.

## Sinonimi
- Pyrethrum kirilowii Turcz.